# Ана Чоловик Лесоска
Ана Чоловик Лесоска (нар. 1979) — македонська науковиця, біологиня, активістка, виконавча директорка Македонського екологічного дослідницького центру «Еко-свест».

## Життєпис
Стала відома у 2011 році, коли виступила проти будівництва гребель для виробництва гідроелектроенергії в Мавровському національному парку з метою захисту зникаючих видів, включаючи балканську рись, що знаходиться під загрозою зникнення. Їй вдалося переконати уряд Північної Македонії призупинити подальшу роботу з будівництва гребель в національному парку, що призвело до відкликання позик у Світового банку і Європейського банку реконструкції і розвитку (ЄБРР).

## Боротьба проти будівництва ГЕС
Біолог Ана Чоловик Лесоска дізналася про плани будівництва гідроелектростанцій в Маврово в 2010 році. Було вирішено побудувати греблі Бошков-Міст заввишки 33 метри і греблі Цибульно-Полюс висотою 70 метрів. Македонський екологічний дослідницький центр «Еко-свест» у співпраці з іншими неурядовими організаціями та активістами розпочали кампанію «Врятуйте Маврово». У листопаді 2011 року Ана Чоловик Лесоска подала скаргу до ЄБРР, пояснивши, що вони схвалили позику для проєкту Бошков-Міст без проведення необхідної оцінки біологічного середовища. Вона закликала послів країн, які мають представників у раді директорів ЄБРР, домагатися припинення фінансування. Лесоска подала петицію, в якій закликала північномакедонський уряд, ЄБРР і Світовий банк закрити проєкти, і зібрала майже 100 000 підписів.
У 2013 році Ана Чоловик Лесоска подала скаргу до Бернської конвенції про охорону дикої флори і фауни і природних середовищ існування в Європі, пояснивши, що гідроенергетичний проєкт Бошков-Міст «може нанести негативний вплив для існування рисі». У грудні 2015 року Бернська конвенція зобов'язала ЄБРР і Світовий банк призупинити фінансування. Світовий банк негайно відкликав фінансування, і в травні наступного року було прийнято рішення суду про анулювання екологічного дозволу для проекту Бошков Міст. У січні 2017 року ЄБРР припинив фінансування.

## Визнання
На знак визнання цих досягнень у квітні 2019 року Ана Чоловик Лесоска серед шести екологів світу була удостоєна екологічної премії Гольдман. В історії Північної Македонії це була перша така премія